# عادت‌ها (مست می‌مونم)
«عادت‌ها (مست می‌مونم)» (به انگلیسی: Habits (Stay High)) ترانه‌ای از خواننده و ترانه‌پرداز سوئدی تو لو می‌باشد که در نخستین آلبوم چندآهنگهٔ وی تحت عنوان سرم حقیقت و نخستین آلبوم استودیویی وی تحت عنوان ملکهٔ ابرها (۲۰۱۴) قرار دارد. تو لو در ابتدا در ۱۵ مارس سال ۲۰۱۳ این ترانه‌ را با نام «عادت‌ها» به‌عنوان دومین تک‌آهنگ مستقل خود، به‌صورت مستقل منتشر کرد. مدتی بعد لو قراردادی با یونیورسال امضا کرد و ترانه در ۶ دسامبر سال ۲۰۱۳ از نو، و این‌بار با نام «عادت‌ها (مست می‌مونم)» و به‌عنوان دومین تک‌آهنگ از سرم حقیقت و تک‌آهنگ اصلی ملکهٔ ابرها منتشر گردید. «عادت‌ها (مست می‌مونم)» از لحاظ موسیقایی ترانه‌ای پاپ و الکتروپاپ می‌باشد که بی‌کلام مینیمال و الکترونیک ضدضرب دارد. اشعار این ترانه اقدامات این خواننده برای سوءمصرف مواد، نوشیدن و دیگر شیوه‌ها برای لذت بردن به‌منظور فراموش کردن دوست‌پسر قبلی خود، را بررسی می‌کند.